# Ministério da Cultura, Esportes e Turismo
O Ministério da Cultura, Esportes e Turismo (hangul: 문화체육관광부; hanja: 文化體育觀光部; rr: Munhwa Cheyuk Gwangwang-bu; MCST) é um órgão nacional do governo da Coreia do Sul. Ele é o responsável pelas áreas de turismo, cultura, arte, religião e esportes. Possui dois vice-ministros, três ministros assistentes, uma comissão e mais de sessenta divisões. O número total de funcionários é de aproximadamente 2.200 pessoas. Além disso, possui entidades subsidiárias como o Museu Nacional, o Teatro Nacional e a Biblioteca Nacional, sob o seu ministério. O Ministério da Cultura, Esportes e Turismo está implementando políticas em diversos setores, como cultura, artes, esportes, conteúdo, religião, mídia e promoção, a fim de realizar a "cultura para as pessoas".
Sua sede está localizada no complexo governamental de Sejong. Anteriormente, se localizava no distrito de Jongno em Seul.

## Objetivos
Os principais objetivos do MCST são:
- Educar os coreanos para que sejam cidadãos cultos e criativos;
- Criar uma sociedade em que o lazer e o trabalho estejam em harmonia;
- Criar uma nação dinâmica na qual diversas culturas locais sejam representadas;
- Aumentar a sensibilização do público para a agenda nacional (por exemplo, o crescimento verde) através de atividades de relações públicas;
- Melhorar a qualidade de vida dos cidadãos apoiando eventos e atividades culturais, esportivas, turismo e atividades religiosas

## História
O Ministério da Cultura e Turismo foi originalmente subordinado ao Ministério da Educação criado em 1948. Mais tarde, o Ministério dos Transportes criou um departamento de turismo. O Ministério da Informação foi criado em 1961 para a administração de arte e assuntos culturais. O Ministério da Cultura e Informação tornou-se o Ministério da Cultura em 1990.
Em 1993, o Ministério da Cultura foi integrado ao Ministério da Juventude e Esportes, tornando-se o Ministério da Cultura e Esportes. Em 1998, como parte dos esforços de reorganização do governo, o Ministério da Cultura e Esportes foi substituído pelo Ministério da Cultura e Turismo.

### Linha Cronológica[4]

#### 1948-1990[5]
1948
- 4 de Novembro: Criação do Gabinete de Informação Pública (Decreto Presidencial nº 15). 1 escritório principal, 4 bureaus (Escritório do Secretariado, Bureau de Relações Públicas, Bureau de Publicação, Bureau de Estatísticas).

1956
- 9 de Fevereiro: Abolição do Gabinete de Informação Pública para transferência sob a jurisdição do Presidente. 3 bureaus (Bureau de Relações Públicas, Bureau de Publicidade, Bureau de Gestão de Mídia).

1961
- 22 de Junho: Criação do Departamento de Informação Pública (Lei, artigo nº 631, Decreto do Gabinete nº 21). Lei, Artigo nº 353, Decreto Presidencial nº 1127. 4 divisões (Bureau de Investigação, Bureau de Relações Públicas, Bureau de Promoção Cultural, Bureau de Gestão de Mídia).

1968
- 24 de Julho: Inauguração do Ministério da Cultura e Informação Pública (Decreto Presidencial nº 3519).

1989
- 30 de Dezembro: Divisão do Ministério da Cultura e Informação Pública em duas divisões do Ministério da Cultura e do Departamento de Informação Pública (Lei, artigo nº 4183). 2 escritórios principais, 4 divisões.

1990
- 3 de Janeiro: Criação do Ministério da Cultura (Decreto Presidencial nº 12895). 2 escritórios principais, 4 bureaus, 18 divisões, 11 oficiais. O escritório executivo da Art Academy foi estabelecido. 2 divisões.

#### 1991-2000[6]
1992
- 30 de Outubro: Criação da Universidade Nacional de Artes da Coreia 1 escritório principal, 1 escritório, 3 divisões A Universidade Nacional de Artes da Coreia foi fundada.

1993
- 7 de Outubro: Criação do Museu Nacional Buyeo sob a jurisdição do Museu Nacional da Coreia Um departamento por escritório principal.

- 6 de Março: Inauguração do Ministério da Cultura e Esportes (Decreto Presidencial de número 13869, Unificação do Ministério da Cultura e da Secretaria do Esporte Juvenil) 1 Ministro Adjunto, 3 escritórios principais, 7 escritórios, 34 divisões, 12 oficiais.

1994
- 23 de Dezembro: Remoção de parte da organização e realização de operações do Ministério da Cultura e Esportes. O Departamento de Cultura e Vida e o Departamento de Promoção Esportiva foram extintos. Assumir os serviços da Organização de Turismo do Departamento de Transportes.

- 4 de Maio: Criação do Museu Nacional de Daegu sob a jurisdição do Museu Nacional da Coreia. Um departamento por escritório principal.

1997
- 7 de Julho: Inauguração do Comitê de Proteção ao Jovem sob a jurisdição do Ministério da Cultura e Esportes. Redução do número de funcionários do Ministério da Cultura e Esportes desde 1997 - A primeira redução (20 de março de 1997): 63 funcionários; a segunda redução (Agosto de 1997): 22 funcionários.

1998
- 28 de Fevereiro: Inauguração do Ministério da Cultura e Turismo (Alteração do artigo número 5529 da Lei de Organizações Governamentais). 1 Ministro Assistente, 2 Escritórios Principais, 6 Escritórios, 5 Comissários, 29 divisões, 5 oficiais, 16 organizações subordinadas.

1999
- 24 de Maio: Transferência da jurisdição de Relações Públicas Internacionais e operações relacionadas com ativos culturais (O Departamento de Promoção de Assuntos do Estado e a Administração do Patrimônio Cultural). 1 Ministro Assistente, 2 Escritórios Principais, 6 Escritórios, 4 Comissários, 27 divisões, 4 oficiais, 9 organizações subordinadas.

2000
- 19 de Agosto: Renomeação dos departamentos O Departamento de Turismo e Instalações foi renomeado como Departamento de Turismo Cidadão.
- 1º de Julho: Criação do Museu Nacional de Jeju sob a jurisdição de Museu Nacional da Coreia. Um departamento por escritório principal.

#### 2001-2010[7]
2001
- 11 de maio: Renomeação de departamentos. O Departamento de Cultura e Produtos foi renomeado como Departamento de Promoção Conteúdos Culturais.

2002
- 9 de março: Estabelecimento de novos departamentos/trocas de nome. O Gabinete de Gestão da Informação e o Departamento de Esportes Práticos foram estabelecidos. O Departamento de Intercâmbio Esportivo foi renomeado como Departamento de Internacional de Esportes.
- 27 de maio: Estabelecimento do Museu Nacional de Chuncheon sob a jurisdição do Museu Nacional da Coreia. Tornou-se um departamento por escritório principal.

2003
- 12 de março: Promoção do cargo de chefe do Museu Nacional da Coreia. Pesquisador de Artes e Ciências ->Oficiais para Assuntos do Estado (equivalente à posição do Vice-Ministro).
- 7 de abril: Atribuição de dois Consultores de Políticas como chefes de instituições.
- 27 de junho: Adequação da formação da Diretoria de Planejamento e Gestão e mudança de vagas em aberto. Diretor Executivo, Diretor Executivo Assistente ou um oficial em serviços governamentais especiais (segunda ou terceira classe). Um oficial de quarta classe ou um oficial em serviços governamentais especiais equivalente à quarta classe.

2004
- 11 de novembro: Estabelecimento de novos departamentos/troca de nomes. A posição do Oficial de Assuntos Religiosos foi abolida. O Departamento de Administração Religiosa foi estabelecido no Gabinete de Assuntos Religiosos. Novos departamentos foram criados: Equipe de Cooperação Cultural Internacional e Equipe Regional de Cultura da Secretaria de Políticas Culturais. O Departamento de Política da Língua Coreana foi reorganizado na Equipe da Língua Coreana e Cultura Nacional. A jurisdição sobre certas funções da biblioteca e do museu foi transferida para o Museu Nacional da Coreia e a Biblioteca Nacional da Coreia. Foi criado um novo departamento: A Equipe de Educação Artística e Cultural no Escritório de Artes. A Equipe de Artes Cênicas foi reorganizada em Equipe de Promoção da Fundação das Artes. O Instituto da Indústria Cultural foi dividido em duas divisões: o Instituto da Indústria Cultural e o Instituto de Mídia Cultural. Novos departamentos foram estabelecidos: Equipe de promoção da indústria de mídia cultural; Equipe de Transmissão e Publicidade; Equipe da Indústria de Publicações. Um novo departamento foi estabelecido: Equipe da Indústria de Lazeres Esportivos no Gabinete Esportivo. Os departamentos relacionados à juventude foram reorganizados: o Departamento de Apoio à Juventude e o Departamento de Treinamento Juvenil em Equipe de Promoção da Participação Juvenil e Equipe de Cultura Juvenil. Mudança de nome: a Instituição Nacional de Pesquisa da Língua Coreana para a Instituição Nacional da Língua Coreana.
- 31 de dezembro: Estabelecimento de novos departamentos e aumento de recursos humanos. O Oficial de Inovação e Planejamento de Pessoal e o Oficial de Assuntos Religiosos foram estabelecidos. Aumento do número de funcionários administrativos de quinta classe.

2005
- 2 de março: Ajuste e aumento do número de funcionários regulares. Ajuste do número de funcionários regulares em cada classe na sede e nas instituições subsidiárias (o Museu Nacional da Coreia e a Biblioteca Nacional da Coreia). Aumento do número de pesquisadores de documentos e arquivos.
- 31 de março: Estabelecimento de novos departamentos, abolição de certos departamentos e troca de nomes. O Gerente de Relações Públicas foi abolido. Reorganização do Gabinete de Planeamento e Gestão para Gabinete de Gestão de Políticas e Relações Públicas. A Equipe de Relações Públicas e o Gerente de Relações Públicas foram estabelecidos. Mudança de nome: de Gerente de Orçamento para Diretor de Finanças e Planejamento. Foi constituída a Comissão de Planejamento e Desenvolvimento da Cidade do Turismo e Lazer e instaladas as equipes subsidiárias de Equipe de Planejamento e Gestão Geral, Equipa de Turismo e Lazer, Equipe de Cooperação de Investimento.
- 27 de abril: Transferência de 33 funcionários regulares do Departamento de Juventude para o Comitê de Juventude.
- 8 de junho: Adequação da classe de cargos de Diretor de Planejamento e Finanças. Mudança da quarta classe para a terceira classe.
- 16 de agosto: Estabelecimento de novos departamentos/troca de nomes. 4 novos departamentos foram estabelecidos: Equipe de Gestão de Desempenho, Equipe de Cultura Espacial, Equipe de Tecnologia Cultural e Recursos Humanos, Equipe de Assuntos Externos. Gestão de direitos autorais realizada sob a jurisdição do Gabinete da Indústria Cultural do Gabinete de Políticas Culturais. O Intercâmbio de Educação e Cultura foi estabelecido no Museu Nacional da Coreia. O Departamento de Planejamento foi estabelecido na Universidade Nacional de Artes da Coreia. Mudança de nome: Departamento de Indústria de Jogos e Música para Departamento de Indústria de Jogos, Equipe de Cooperação de Investimentos e Equipe de Promoção de Investimentos.
- 15 de dezembro: Estabelecimento de um novo departamento. 1 departamento (Equipe de esportes com deficientes).

2006
- 1 de janeiro: Operação de organizações adicionais selecionadas responsáveis pela gestão e operação. Museu Nacional de Arte Contemporânea.
- 6 de abril: Estabelecimento de novos departamentos/troca de nomes. O Gabinete de Assuntos Gerais foi reorganizado como Departamento de Assistência Administrativa. A Biblioteca Nacional para Crianças e Jovens foi estabelecida.
- 1 de julho: Ajuste do número de funcionários regulares e seus cargos. Um sistema de equipe de funcionários públicos de alto escalão foi implementado.
- 25 de julho: Estabelecimento de novos departamentos/troca de nomes (mudança do antigo sistema de departamento para sistema de equipe, enfatizando os efeitos e resultados). A Equipe de Assuntos Legislativos e a Equipe de Artes Tradicionais foram estabelecidas.
- 22 de setembro: O Departamento de Assistência Administrativa foi reorganizado como Equipe de Assistência Administrativa. A Equipe de Informação foi mudada para Equipe de Informação Estratégica.

2007
- 2 de maio: Estabelecimento de novos departamentos/troca de nomes. O Grupo Promocional para a Cidade de Cultura do Centro Asiático foi estabelecido. O Grupo de Planejamento para Biblioteca e Política de Informação foi estabelecido
- 25 de maio: Estabelecimento de novos departamentos/troca de nomes. A Divisão de Nova Mídia Industrial e o Gabinete de Cultura Midiática foram estabelecidos. A Divisão de Política de Direitos Autorais e a Divisão de Direitos Autorais Industriais foram separados da Divisão de Direitos Autorias do Gabinete de Cultura Industrial. A Divisão de Coordenação de Políticas foi mudada para a Divisão de Coordenação e Planejamento.
- 18 de setembro: Estabelecimento da Comissão de Cultura Industrial e Comissão de Turismo Industrial. A Divisão de Operações Financeiras foi estabelecida. A Divisão de Política Multicultural foi estabelecida.

2008
- 29 de fevereiro: Inauguração do Ministério de Cultura, Esportes e Turismo. Operação do Ministério da Cultura e Turismo, Agência de Informação do Governo e Ministério da Informação e Comunicação (a operação de conteúdos digitais) integrados de acordo com a alteração da Lei das Organizações Governamentais.
- 6 de março: Estabelecimento de novos departamentos/troca de nomes. 2 Vice-Ministros, 3 Gabinetes, 5 Escritórios, 2 Gabinetes especiais (Escritório de Políticas da Biblioteca, Gabinete para a Cidade Central da Cultura Asiática), 11 Comissários, 62 Divisões e 11 organizações subordinadas. Declaração do governo sobre os assuntos da Agência de Informação do Governo e funcionamento dos conteúdos digitais transferidos do Ministério da Informação e Comunicação para o Ministério da Cultura, Esportes e Turismo. O Serviço de Cultura Exterior Coreana e Serviço de Informação e a KTV foram transferidos da Agência de Informação do Governo para o Ministério da Cultura, Esportes e Turismo.
- 3 de julho: Repressão ao software ilegal. 32 funcionários responsáveis pela repressão ao software ilegal foram transferidos do Ministério da Economia do Conhecimento para o Ministério da Cultura, Esportes e Turismo.
- 8 de outubro: Estabelecimento de um novo departamento. O Centro Nacional para Artes Performáticas Tradicionais da Coreia foi estabelecido em Busan.
- 31 de dezembro: Estabelecimento de novos departamentos/troca de nomes. As Equipes de Cooperação Comercial e Política de Lazer foram estabelecidas.

2009
- 4 de maio: Reestruturação para um maior sistema de gabinete/departamento. Reorganização para 2 vice-ministros, 3 gabinetes, 5 escritórios, 13 divisões (unidades), 52 departamentos (equipes) e 11 afiliações organizacionais. O Escritório de Cultura e Artes, o Escritório de Política de Mídia e a Divisão de Assuntos Religiosos foram estabelecidos. O Gabinete para o Estabelecimento do Centro Nacional de Exibição da Coreia foi estabelecido. O Departamento de Operação de Dados Digitais foi estabelecido dentre a Biblioteca Nacional da Coreia. O Museu Nacional da Criança foi estabelecido dentre o Museu Nacional do Folclore da Coreia.
- 19 de outubro: Troca de nome. O Gabinete o para o Estabelecimento do Centro Nacional de Exibição da Coreia foi renomeado para Gabinete para o Estabelecimento do Museu Nacional de História Contemporânea da Coreia.
- 29 de dezembro: Transferência de especialistas para o Gabinete do Primeiro Ministro para fortalecer a política nacional de relações públicas. Como Vice-Ministro para Assuntos Administrativos no Gabinete do Primeiro Ministro, é responsável pela gestão, coordenação e avaliação das relações públicas nacionais, dois funcionários membros do Ministério da Cultura, Esportes e Turismo foram transferidos para o Gabinete do Primeiro Ministro.

2010
- 1 de janeiro: Estabelecimento dos fundamentos para a contratação especial de funcionários públicos técnicos como funcionários públicos em geral. A base para contratação especial de 40 funcionários públicos técnicos como funcionários públicos em geral foi estabelecida.
- 8 de fevereiro: Abolição do Museu Nacional da Criança e transferência dos funcionários regulares do Museu do Folclore Nacional. O Museu Nacional da Criança, anteriormente administrado pelo Museu Nacional do Folclore da Coreia, fechou permanentemente. Seis funcionários regulares da sede e cinco funcionários regulares Museu do Folclore Nacional foram transferidos para apoiar os serviços do Teatro Nacional da Coreia.
- 2 de julho: Extensão do sistema de posição aberta e estabelecimento da Política Cultural Geral. A Posição da Política Geral de Relações Públicas foi abolida e substituída pela posição da Política Geral de Cultura. O sistema de posição aberta foi aplicado extensivamente para 8 Serviços Executivos Sêniores e 19 Gerentes. A Seção Cultural Internacional foi incluída na Cultura Coreana do exterior e Serviço de Informação. Foi aumentado para 6 o número de funcionários na Biblioteca Nacional da Coreia.
- 8 de dezembro: Estabelecimento do novo departamento/troca de nome. A Divisão de Promoções Online no Gabinete de Suporte às Promoções foi estabelecida para rearranjar o processo de trabalho para a melhora na política de promoção online. A Divisão de Admissões da Universidade Nacional Coreano de Artes foi estabelecida; O Departamento de Antiguidades e o Departamento de História do escritório de Arte e Ciência do Museu Nacional da Coreia foi integrado; e trabalhos em pesquisa e relacionados a arte e ciência foram integrados e rearranjados.

#### 2011- atualmente[8]
2011
- 1 ° de janeiro: Estabelecimento do fundamento para contratação especial de funcionários técnicos públicos como funcionários públicos em geral. Foi estabelecida a base para a contratação especial de 40 servidores técnicos públicos como servidores públicos em geral.
- 7 de junho: Aumento de recursos humanos (13 funcionários). Recursos humanos adicionais (13 funcionários) recrutados para fortalecer a coleção de materiais de exibição e as funções de planejamento de exibições do Museu Nacional de História Contemporânea da Coreia; fortalecer as funções de proteção de informações, como a prevenção de hackers cibernéticos e reprodução ilegal de material protegido por direitos autorais; e para projetos de pesquisa de instrumentos musicais tradicionais coreanos.
- 16 de junho: Criação de um novo departamento e ajuste da alocação de trabalho entre os departamentos. O Departamento de Exibições e Coleções foi estabelecido e seis membros designados para o Escritório para o Estabelecimento do Museu Nacional de História Contemporânea da Coreia. A política da língua coreana foi consolidada funcionalmente (o nome da Divisão de Língua Coreana e Cultura Nacional e da Divisão de Cultura Regional foi alterada⇒ Divisão de Política da Língua Coreana, Divisão de Cultura Nacional e Regional).
- 9 de agosto: Estabelecimento do fundamento para contratação especial de servidores técnicos públicos como servidores públicos em geral. Foi estabelecida a base para a contratação especial de 40 servidores técnicos públicos como servidores públicos em geral.

2012
- 1º de janeiro: Implementação da Política de Custo Total de Mão de Obra. Melhoria posicional geral devido à implementação da Política de Custo Total de Mão de Obra, que é projetada para facilitar a gestão de recursos humanos mais aprimorada na sede e afiliadas (6 classe 19 funcionários → 5 classe 19 funcionários / 7 classe 20 funcionários → 6 classe 20 funcionários).
- 1 de fevereiro: Unificação da função de promoção e modificação da função de intercâmbio cultural internacional. Reorganização da Agência de Promoção para expandir a Agência de Comunicação Pública para apoiar a unificação da função de promoção. Transferência de algumas funções do Grupo de Promoção da Cultura Ultramarina para o Grupo de Cultura e Arte para melhorar a função de intercâmbio cultural internacional.
- 23 de maio: National Gugak Middle / High School, encomendada ao Ministério da Cultura, Esportes e Turismo pelo Ministério da Educação, Ciência e Tecnologia. O Ministério da Educação, Ciência e Tecnologia assume a responsabilidade pela National Gugak High School, Gugak School, Traditional Art High School e Traditional Art School para promover uma educação mais integrada e especializada de Gugak e da arte tradicional para contribuir com a era da Nova Onda Coreana em o século 21.
- 1 de setembro: Renomeação de departamento. Gabinete para o Estabelecimento do Museu Nacional de História Contemporânea da Coreia→ Museu Nacional de História Contemporânea da Coreia.
- 5 de setembro: Renomeação do departamento. Mudança de nome para apoiar o papel expandido da Biblioteca Nacional para Deficientes na Biblioteca Nacional da Coreia → Biblioteca Nacional para Pessoas com Deficiência.
- 7 de setembro: Criação de um novo departamento. A Divisão de Política de Museus foi criada para facilitar o crescimento sistemático de museus públicos / privados e melhorar a qualidade da política de museus.

2013
- 24 de janeiro: Criar uma base para a contratação especial de empregados de meio período como empregados de tempo integral e realizar a licença-gravidez e o programa de substituição de trabalhadoras. Foi estabelecida a base para a contratação especial de 23 servidores técnicos públicos como servidores públicos em geral. Crie uma lista de cotas para licença-gravidez e programa de substituição de trabalhadoras (atribua 34 pessoas para cotas especiais).
- 23 de março: Organização e cultura aprimoradas para o Ministério da Cultura, Esportes e Turismo de acordo com a reorganização do governo. Mude o título de Planejamento geral de emergência para Planejamento geral de segurança de emergência para melhorar o sistema de resposta a emergências. Criar uma Divisão da Indústria da Cultura Popular para facilitar a promoção da cultura popular. Descontinuar a Divisão da Indústria de Conteúdo Digital, pois as funções do conteúdo digital são transferidas para o Ministério da Ciência, TIC e Planejamento Futuro. Descontinuar a Divisão de Cooperação com a Mídia na Oficina de Comunicação Pública e transferir sua função para a Divisão de Políticas e Opiniões Públicas e para a Divisão de Relações Públicas e Cooperação. Reestruturar o Culture & Arts Bureau e dividi-lo em Culture Policy Bureau e Arts Bureau para aumentar o nível de especialização em política cultural e artística. Reestruture o Grupo de Planejamento para Política de Biblioteca e Informação no Grupo de Planejamento para Política de Biblioteca e Museu e transfira o Bureau de Cultura e Arte do Bureau de Política de Cultura para o Grupo de Planejamento de Política de Biblioteca e Museu para aprimorar as funções de política de biblioteca e museu. Mudar o nome de Secretaria da Indústria do Turismo para Secretaria de Turismo, descontinuar a Divisão de Promoção do Turismo e a Divisão da Cidade de Turismo e Lazer e criar a Divisão da Indústria do Turismo e a Divisão de Desenvolvimento do Turismo e Lazer para reorganizar as funções. Renomeie o Conservation Science Team no National Museum of Art como Conservation Science Department. Estabelecer o Grupo de Planejamento e Operação para aprimorar as funções de política e planejamento do Instituto Gukak Nacional.
- 12 de setembro: Reorganização do MCST para executar grandes projetos governamentais. Mude o Diretor de Planejamento e Gestão Administrativa para o Diretor de Administração Criativa com o objetivo de implementar as principais políticas nacionais, como alcançar uma administração de próxima geração intitulada “Governo 3.0”. Crie a Biblioteca Nacional de Sejong, o Museu Nacional de Naju e a Equipe de Design do Museu Nacional da Coreia. Transferir as funções artísticas da Divisão de Política de Arte para a Divisão de Design e Cultura Espacial, a fim de promover as artes visuais sistematicamente. Reorganize a Divisão de Design e Cultura Espacial como Divisão de Artes Visuais e Design. Com a inauguração da Agência Coreana de Desenvolvimento e Investimento Saemangeum (setembro de 2013) e para promover o turismo de alto valor agregado na Coreia, o MCST reorganizou a Divisão de Desenvolvimento de Turismo e Lazer, Divisão de Turismo Verde e Divisão de Desenvolvimento Saemangeum como Divisão de Planejamento de Desenvolvimento Turístico , Divisão de Apoio ao Desenvolvimento Turístico e Divisão de Infraestrutura de Turismo e Lazer, respectivamente.
- 12 de novembro: Reorganização do Museu Nacional de Arte Moderna e Contemporânea (MMCA) devido à inauguração do MMCA Seul. Estabelecer o MMCA Seoul Office (um departamento e quatro divisões) responsável pela gestão do MMCA Seoul devido à abertura da filial e conduzir a reorganização do museu mudando os nomes das unidades organizacionais de “equipes” para “divisões” ou “escritórios”.
- 12 de dezembro: Reorganização de cargos de funcionários públicos e unidades organizacionais para cumprir a agenda nacional. Seguindo a Lei do Serviço Público Nacional, que visa eliminar os funcionários públicos técnicos e temporários, funcionários públicos especiais, temporários e técnicos do Ministério da Cultura, Esportes e Turismo foram reorganizados em funcionários públicos gerais (incluindo carreiristas profissionais) e funcionários públicos especiais. Reduzir 21 funcionários do Ministério da Cultura, Esportes e Turismo para buscar a agenda nacional e projetos de colaboração. Estabelecer a Divisão da Indústria do Esporte no Sports Bureau para estimular as indústrias relacionadas ao esporte e a criação de empregos. Realizar a reorganização na qual as anteriores Divisão de Assistência Operacional e Divisão de Pessoal foram integradas na Divisão de Assistência Operacional e outras medidas foram tomadas para gerir o ministério de forma mais eficiente, na sequência da realocação do ministério para o Complexo de Governo-Sejong.

2014
- 17 de fevereiro: Reorganização do escritório para a criação do Instituto de Infraestrutura Cultural e do Museu Nacional de Hangeul. Reorganizar o Grupo de Planejamento anterior para Política de Biblioteca e Museu como o Bureau de Infraestrutura Cultural e colocar a Divisão de Humanidades e Cultura, Divisão de Política de Biblioteca e Divisão de Política de Museu sob o bureau como suas suborganizações; transferir o trabalho de estudos coreanos e cultura nacional do Bureau de Política Cultural para a Divisão de Humanidades e Cultura. Crie o Museu Nacional do Hangeul (1 geral, 3 divisões) para proteger e divulgar a cultura do Hangeul como língua coreana. Reorganizar o Instituto Nacional da Língua Coreana de um escritório (Office of Language Research), um grupo (Public Language Support Group), um departamento (Department of Education Promotion) e cinco divisões para um escritório (Office of Language Research), um departamento (Departamento de Planejamento e Treinamento) e seis divisões. Reorganizar a Divisão de Educação e Comunicação do Museu Nacional de História Contemporânea da Coreia como Divisão de Intercâmbio e Comunicação Cultural e criar uma nova divisão chamada Divisão de Educação. Estabelecer as bases para a contratação especial de 17 servidores públicos administrativo como servidores públicos administrativos.
- 27 de agosto: Reorganização do escritório para criação da Equipe de Planejamento da Zona Especial dos Jogos Olímpicos de Inverno. Criar a Equipe de Planejamento da Zona Especial das Olimpíadas de Inverno sob o Ministério da Cultura, Esportes e Turismo para processar o trabalho do Comitê da Zona Especial, que é responsável por avaliar e coordenar as principais políticas relacionadas às Zonas Especiais para as Olimpíadas de Inverno de Pyeongchang (Criação de uma Divisão).
- 23 de outubro: Reorganização para a Criação do Gabinete de Política de Cultura e Artes e Gabinete de Turismo, Desporto e Recreação. O Escritório de Políticas de Cultura e Artes e o Escritório de Turismo, Esportes e Recreação foram recentemente criados para concretizar a visão nacional do Renascimento Cultural e fortalecer a gestão e coordenação geral das áreas de turismo, esportes, turismo e recreação. O Media Policy Bureau foi reorganizado em Media Policy Office no âmbito do Cultural Contents Industry Office, a fim de reforçar a integração entre o planejamento e a criação de conteúdos, bem como a sua distribuição. A Divisão de Promoção de Novas Mídias foi criada dentro do Escritório de Comunicação Pública para fortalecer a promoção de assuntos nacionais. O Grupo de Promoção da Cidade Asiática da Cultura Central também foi reorganizado para a implementação efetiva de tarefas (Dois Vice-Ministros, quatro Escritórios, seis escritórios, um grupo e dez Oficiais → dois Vice-Ministros, seis escritórios, um grupo e 16 Oficiais.

2015
- 6 de janeiro: Criação do Gabinete de Política de Desporto e Turismo e reorganização dos cargos de funcionários públicos para redução do número total de colaboradores. Alterar a denominação da Diretoria de Turismo, Esporte e Lazer para Gabinete de Política de Esporte e Turismo e reduzir 20 cargos de servidores públicos no Ministério da Cultura, Esporte e Turismo e suas agências de modo a dar seguimento à agenda nacional e aos projetos colaborativos. Reorganizar 83 cargos de gestão e operação em cargos administrativos e técnicos para buscar a reorganização do Ministério da Cultura, Esportes e Turismo, bem como melhorar a eficiência da gestão de pessoal. Reorganizar para estender a duração do total de cargos de funcionários públicos até 31 de dezembro de 2017, utilizando o Sistema de Orçamento da Folha de Pagamento Total.
- 23 de março: Reorganização para o estabelecimento do sistema de suporte para os Jogos Olímpicos de Inverno de PyeongChang 2018. Criar o cargo de vice-ministro responsável pela promoção de assuntos nacionais, bem como o Escritório de Cooperação Esportiva e a Divisão de Apoio aos Jogos Olímpicos de Inverno de PyeongChang 2018 no Escritório de Política de Esportes e Turismo para apoiar a hospedagem bem-sucedida dos Jogos Olímpicos de Inverno de PyeongChang 2018. Reorganizar-se para fortalecer o apoio ao bem-estar dos artistas e aumentar o número de recursos humanos necessários para estabelecer a infraestrutura para o desenvolvimento da cultura popular e das indústrias de arte.
- 20 de julho: Reorganização para o novo estabelecimento do complexo de cultura asiática. A reorganização será implementada com os seguintes objetivos: estabelecer o Complexo da Cultura Asiática que será a base para o fortalecimento da capacidade cultural do país por meio de atividades de cooperação, educação e pesquisa relacionadas à cultura asiática como agência executiva sob o controle do Ministro da Cultura, Esportes e Turismo; especificando as disposições relativas à organização da sua subestrutura; estabelecer a Divisão do Museu Infantil para fortalecer as funções educacionais do museu infantil no Museu Nacional da Coreia; e estabelecer o escritório de pesquisa acadêmica para fortalecer as funções relacionadas à pesquisa acadêmica no Museu Nacional de História Contemporânea da Coreia, incluindo planejamento e coordenação.
- 30 de dezembro: Reorganização para o estabelecimento do Museu Nacional Mireuksaji para preservar e exibir sistematicamente a história e cultura de Iksan, o Museu Nacional Mireuksaji está agora sob a gestão do Museu Nacional da Coreia. Para reorganizar o museu, 19 funcionários do governo que trabalham no Ministério da Cultura, Esportes e Turismo e suas organizações afiliadas são designados para implementar os projetos nacionais e cooperativos. Além disso, para agilizar a gestão da organização e dos recursos humanos, os servidores públicos (12) da categoria administrativa passarão da categoria funcional para a categoria técnica.

2016
- 4 de abril: Reorganização para o estabelecimento de um Gabinete de Política de Turismo e outros. Reorganização para a promoção da indústria do turismo em uma indústria estratégica nacional, incluindo a reorganização do Escritório de Política de Esportes e Turismo existente para um Escritório de Política de Esportes e o novo estabelecimento de um Escritório de Política de Turismo e um Diretor Geral para Política Internacional de Turismo para fortalecer as funções de coordenação uma política da indústria do turismo e gestão da política de turismo internacional. (2 Vice-Ministros, 1 Vice-Ministro, 6 Escritórios, 16 Escritórios, 50 Divisões → 2 Vice-Ministros, 1 Vice-Ministro, 7 Escritórios, 16 Escritórios, 51 Divisões).
- 29 de setembro: Reorganização incluindo o estabelecimento da Divisão Especial de Promoção da Língua no Instituto Nacional da Língua Coreana. A divisão foi criada como uma organização exclusiva dentro do Instituto Nacional da Língua Coreana para promover o direito da língua para deficientes visuais e auditivos. Além disso, o Instituto de Pesquisa para Bibliotecas e Informações da Biblioteca Nacional da Coreia foi reorganizado como Centro de Preservação e Pesquisa de Arquivos. A Divisão de Publicações em Série e do Governo foi desmantelada quando a Divisão de Arquivos foi criada. Esses esforços de reorganização visavam melhorar a eficiência do trabalho da Biblioteca Nacional.

2017
- 4 de setembro: Mudança para o sistema centrado na agência. Estabelecimento do oficial de política cultural regional. Reorganização para fortalecer a organização de apoio aos Jogos Olímpicos de Inverno em Pyeongchang. Três escritórios (Gabinete da Indústria de Conteúdos Culturais, Gabinete de Política Desportiva, Gabinete de Política Turística) foram transformados em Gabinetes (Gabinete de Políticas de Conteúdos, Gabinete de Direitos Autorais, Gabinete de Políticas de Mídia, Gabinete de Políticas de Turismo, Gabinete de Desporto). O desenvolvimento equilibrado da cultura regional é sistematicamente implementado com o estabelecimento de um Oficial de Política Regional de Cultura. A reorganização é executada para fortalecer a organização de apoio às Olimpíadas de Inverno em Pyeongchang, estabelecendo o Grupo de Apoio às Olimpíadas de Pyeongchang. (51 departamentos, 16 oficiais, 7 escritórios, 1 subsecretário assistente, 2 subsecretários → 1 equipe, 51 departamentos, 11 oficiais, 5 secretarias, 4 escritórios, 1 subsecretário assistente, 2 subsecretários).

2018
- 1º de julho: Criação do Escritório de Comunicação de Mídia Digital e da Divisão de Produção de Comunicação de Mídia Digital. O Gabinete de Comunicação de Mídia Digital e a Divisão de Produção de Conteúdo de Mídia Digital foram criados dentro do Gabinete de Comunicações Públicas para gerir os assuntos de comunicação online do Ministério e para produzir conteúdos promocionais online. Para fortalecer a comunicação pública, o Gabinete de Políticas de Promoção Pública foi dividido em divisões especializadas, incluindo: Gabinete de Políticas de Comunicação Pública, Gabinete de Panning de Conteúdo de Promoção Pública para Gabinete de Apoio à Comunicação Pública, Divisão de Políticas de Promoção Pública para Divisão de Políticas de Comunicação Pública, Divisão de Coordenação de Promoção Pública para Público Divisão de Coordenação de Comunicação, Divisão de Apoio à Promoção Pública para Divisão de Apoio à Comunicação Pública, Divisão de Conteúdo de Promoção Pública para Divisão de Gerenciamento de Conteúdo de Comunicação Pública e a Divisão de Comunicação Pública Online foi alterada para Divisão de Planejamento de Comunicação de Mídia Digital. O sistema aberto de recrutamento para os diretores do Museu Nacional de Jeonju e do Busan National Gugak Center foi abolido e o sistema aberto de recrutamento para cargos na Divisão de Comunicação em Mídia Digital e na Divisão de Produção em Comunicação em Mídia Digital foi criado.
- 21 de agosto: A Divisão Sports Legacy foi criada. Para um funcionamento eficiente, o Gabinete de Política de Turismo foi colocado sob a tutela do Segundo Vice-Ministro. Para gerenciar e desenvolver legados criados em eventos esportivos internacionais, como os Jogos Olímpicos, a Divisão Sports Legacy foi criada dentro do Sports Bureau. A Divisão de Língua Gestual Coreana e de Promoção do Braille Coreano (Instituto Nacional da Língua Coreana) foi removida da lista de disciplinas a serem avaliadas.
- 31 de dezembro: São criadas a Equipe de Comunicação em Mídias Digitais e a Divisão de Operação do Centro de Armazenamento de Arte (Museu Nacional de Arte Moderna e Contemporânea). A Equipe de Comunicação em Mídia Digital foi criada dentro do Gabinete do porta-voz para fortalecer a comunicação pública. 12 funcionários para armazenamento e exposição de obras de arte e educação foram agregados ao quadro de funcionários do Museu Nacional de Arte Moderna e Contemporânea. Além disso, foram criadas a Divisão de Operação do Centro de Armazenamento de Obras e a Equipe de Gestão do Centro de Armazenamento de Obras.

2019
- 27 de agosto: Reorganização para estabelecimento do Antigo Gabinete de Restauração de Prédios do Governo Provincial de Jeonnam. Reorganização incluindo o estabelecimento do Escritório de Restauração de Prédios do Ex-Governo Provincial de Jeonnam como a organização temporal a ser operada até 31 de julho de 2022, a fim de implementar o Projeto de Restauração de Prédios do Ex-Governo Provincial de Jeonnam em Gwangju.
- 7 de maio: Reorganização para estabelecimento Oficial de Política de Igualdade de Gênero. Reorganização incluindo a criação de um oficial de política de igualdade de gênero no Oficial de Planejamento e Coordenação para fortalecer a função de política de igualdade de gênero no campo da cultura, esportes e turismo e ajuste parcial da atribuição de deveres com a mudança do título de Equipe de Planejamento e Operação para Equipe de Operação Administrativa em Museu Nacional  da Coreia, por aumentar a capacidade de serviço digital do Museu.

2020
- 9 de junho: Reorganização para criar a Divisão de Apoio e Cooperação da Hallyu. A Divisão de Apoio e Cooperação da Hallyu será criada para apoiar a disseminação do Hallyu ("Onda Coreana"), a Equipe de Análise de Política será criada para o gerenciamento geral e análise de estatísticas, e a Biblioteca Nacional para Pessoas com Deficiência será atualizada para uma instituição primária.

## Símbolo[9]
O símbolo transmite uma expressão dinâmica do Taegeuk (o padrão que forma o centro da bandeira nacional coreana) através da união das cores azul e vermelho. Representa a dedicação do governo coreano em criar um futuro brilhante a partir da integração ideal da nação e seu povo, da Coreia do Sul e do resto do mundo, e do passado e do presente juntos. Adotando as cores do protótipo de Taegeuk, o símbolo maximiza a beleza de ser coreano enquanto expressa a sofisticação da cultura coreana.

## Assinatura
O raio do símbolo é usado como base para a assinatura. O eixo central do símbolo é usado novamente como eixo de referência de sua integração com o nome “Ministério da Cultura, Esporte e Turismo”.

## Ministro

### Ministros anteriores
- 2013-2016: Yoo Jin-ryong[11]
- 2016-presente: Cho Yoon-sun[12][13]

### Ministro Atual[14]
O atual Ministro do Ministério da Cultura, Esportes e Turismo é o Ministro Park Yang-woo. Nascido em 20 de Novembro de 1958, alçou diversas conquistas. No que tange a sua educação, formou-se bacharel em Administração Pública pela Chung-Ang University, Coreia do Sul. Em 1986, logrou-se Mestre em Administração Pública. Posteriormente, tornou-se Mestre em Cultura, Política e Gestão pela University City London, Reino Unido. Por último, consagrou-se Doutor em Ciência do Turismo pela Hanyang University, Coreia do Sul. Multipremiado recebeu em 1992 Citação presidencial; em 2000, Ordem de serviço por mérito da quarta sério (listras verdes) e por fim; em 2009, Ordem de serviço por mérito de segundo grau (listras amarelas). É possível ainda citar sua vasta carreira em ordem cronológica:
- 1979. Passou no 23º Exame de Função Pública Sênior;

- 1994 - 1995. Diretor, Divisão de Patrimônio Natural, Ministério da Cultura e Esportes;

- 1995 - 1997. Arts Council England, Reino Unido;

- 1997 - 1998. Diretor, Divisão de Turismo Internacional, Ministério da Cultura e Esportes;
- 1998 - 1999. Secretário Adjunto do Presidente para o Bem-Estar Social, Gabinete do Presidente;
- 1999 - 1999. Secretário Adjunto do Presidente de Cultura e Turismo, Gabinete do Presidente;
- 2000 - 2002. Diretor-Geral, Secretaria de Turismo, Ministério da Cultura e Turismo;
- 2002 - 2005. Diretor Executivo, Centro Cultural Coreano, Consulado Geral da República da Coreia em Nova York;
- 2005 - 2006. Diretor-Geral, Instituto Cultural da Indústria, Ministério da Cultura e Turismo;
- 2006 - 2006. Vice-Ministro, Gabinete de Gestão Política de RP, Ministério da Cultura e Turismo;
- 2006 -  2008. Vice-Ministro, Ministério da Cultura e Turismo;
- 2008 - 2019. Professor, Art Management, Graduate School of Art, Chung-Ang University, Seoul;
- 2009 - 2010. Vice-presidente Executivo, Chung-Ang University;
- 2015 - 2017. Presidente, Fundação da Bienal de Gwangju;
- 2019 - Atualmente. Ministro, Ministério da Cultura, Desporto e Turismo.

Em uma amistosa carta aberta no site oficial do MCST, em suas palavras:
“Acredito que a melhor maneira de fazermos boas políticas e aumentar a felicidade de nossos cidadãos é ouvir atentamente suas vozes e preocupações. Faremos todos os esforços para promover a decência e a graça da Coreia por meio de políticas que permitirão que você aproveite e aprecie as ricas experiências culturais em sua
da diária. Muito obrigado pelo seu apoio.”

## Localização[16]
Transporte: Se for de carro, procure por “Complexo Governamental Sejong (정부세종청사)” ou “Ministério da Cultura, Esportes e Turismo (문화체육관광부)” no navegador. Siga em direção para o Complexo Governamental Sejong.
Endereço do Ministério de Cultura, Esportes e Turismo, prédio 15, Complexo Governamental Sejong, 388, Galmae-ro, Cidade Governamental Especial Sejong.
Tel.: +82-44-203-2000 (segunda a sexta, 9h às 18h. Exceção: feriados públicos)
Fax:+82-44-203-3447

## Serviço de Cultura e Informação Coreana
O Serviço de Cultura e Informação Coreana é um departamento do MCST que visa aproximar a cultura coreana do resto do mundo, melhorando a imagem nacional do país. É também responsável pela criação de mais de 20 centros culturais coreanos em todo o mundo.